# ادوبی بریج
ادوبی بریج (به انگلیسی: Adobe Bridge) محصول شرکت ادوبی است که وظیفه‌ی مدیریت و سازماندهی فایل‌های تولید شده توسط نرم‌افزارهای شرکت ادوبی را برعهده دارد. این نرم‌افزار برای اولین بار به طور آزمایشی تحت عنوان Adobe Creative Suite v2 ایجاد گردید که با آغاز فضای اشتراک Creative Cloud یک برنامه کاملاً مجزا از سری برنامه‌های Adobe CC شد.